# ملعب بينهيراو
ملعب بينهيراو هو ملعب كرة قدم يقع في مدينة كوريتيبا البرازيلية. يسع الملعب لجلوس 35 ألف متفرج. يعتبر الملعب الرسمي الذي يخوض فيه نادي بارانا مبارياته. تم افتتاح الملعب في 15 يونيو 1985.